# Kurzętnik
Kurzętnik (niem. Kauernik) – wieś w Polsce położona w województwie warmińsko-mazurskim, w powiecie nowomiejskim, w gminie Kurzętnik, w historycznej ziemi lubawskiej. Siedziba gminy Kurzętnik. Miejscowość od XIV wieku do 1905 roku posiadała prawa miejskie. W latach 1975–1998 administracyjnie należała do województwa toruńskiego.
Na terenie wsi mieszczą się dwa sołectwa. 1 stycznia 1992 z Kurzętnika wyłączono Marianowo (28,16 ha), włączając je do Nowego Miasta Lubawskiego.
| SIMC    | Nazwa           | Rodzaj    |
| ------- | --------------- | --------- |
| 0845660 | Chajdak         | część wsi |
| 0845677 | Dębno           | część wsi |
| 0845683 | Kurzętnik Dolny | część wsi |
| 0845690 | Kurzętnik Górny | część wsi |
| 0845708 | Nowe Osiedle    | część wsi |
| 1045602 | Podzamcze       | część wsi |

Kurzętnik można podzielić na:
- Stary (najstarsza historycznie część wsi, dawniej miasta)
- Górny (leżący przy drodze krajowej nr 15)
- Nowy (na północ od Drwęcy, dzielnica mieszkalno–przemysłowa)

## Położenie
Wysoczyzna morenowa z załamaniem nad pradoliną rzeki Drwęcy (środkowy bieg). Wieś leży na zróżnicowanej wysokości od 142 (Kurzętnik Górny) do 85 metrów n.p.m. (najstarsza część miejscowości leżąca nad rzeką).

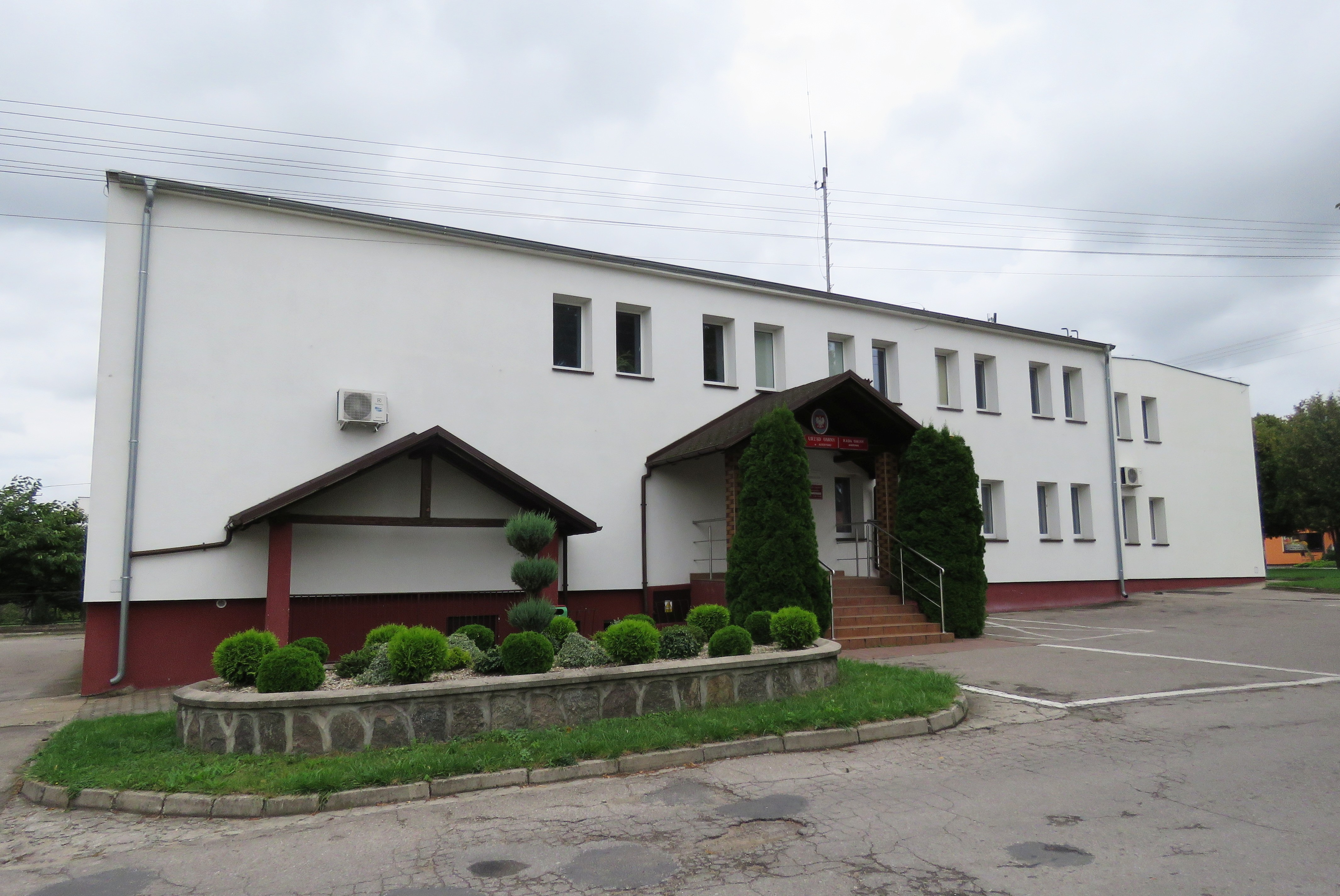
Urząd Gminy

## Demografia
W roku 2007 wieś liczyła 3065 mieszkańców; liczba ludności wzrosła w ciągu roku o blisko 10%.

## Toponimia
Miejscowość o genezie średniowiecznej. Dawne nazwy to: Chornichium (1291), Kiwernick, Kurnyk, Kurnik, Cuvwernick (1407), Kuyrnigk, Kuernick, Kawernick (1457), Kurzantnik (1466), a od 1641 roku – Kurzętnik.

## Historia
Początkowo osadnictwo ludności słowiańskiej. Pierwsza wzmianka pojawia się w roku 1291. Wówczas biskup chełmiński Werner nadał kapitule chełmińskiej ziemie w okolicy góry Chornichium. Na początku XIV wieku powstaje parafia. Około 1330 roku osada, która powstała przy zamku kapitulnym, uzyskała prawa miejskie. W dokumencie uposażenia parafii z 1361 roku wymieniono „miasto Kurzętnik”. Herb i pierwsza znana pieczęć Kurzętnika pochodzą z XIV wieku i zawierają wizerunek koguta. Miasteczko otoczone było murami. Spory kwadratowy rynek, od którego narożników rozchodziły się regularnie ulice, świadczy o typowo handlowym rozplanowaniu miasta.

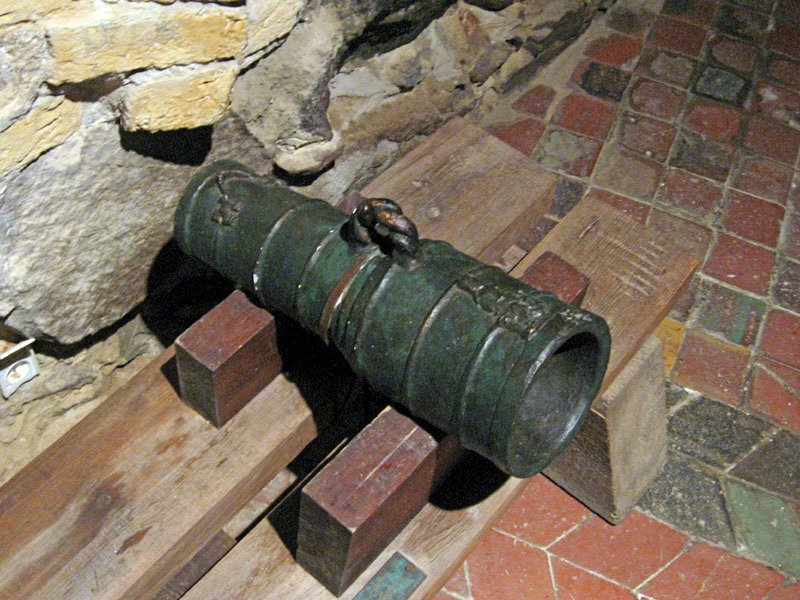
Oryginalna spiżowa bombarda krzyżacka na kule kamienne, pochodząca z początku XV wieku z wizerunkiem tronującej Madonny z Dzieciątkiem. Została odkryta w piwnicach zamku w Kurzętniku w 1941 roku przez Niemców (często pojawia się nieprawdziwa informacja jakoby bombarda została odkryta podczas prac archeologicznych w 1914 roku). Obecnie do zobaczenia na zamku w Kwidzynie

Spod Kurzętnika 11 lipca 1410 zawróciły wojska Jagiełły, by uniknąć bitwy podczas przeprawy przez Drwęcę podczas marszu na Malbork. Po bitwie grunwaldzkiej Kurzętnik znalazł się pod zarządem rycerza Jana Kretkowskiego, ale na mocy postanowień I pokoju toruńskiego znalazł się nadal w granicach państwa zakonu krzyżackiego. Straty podczas wojny głodowej w 1414 roku wyliczono na 8000 guldenów. W 1454 na prośbę Związku Pruskiego król Kazimierz IV Jagiellończyk przyłączył region wraz z Kurzętnikiem do Polski, po czym wybuchła wojna trzynastoletnia. W październiku 1454 Krzyżacy zdobyli i spalili zamek kapitulny. Ostatecznie do Polski przyłączony po II pokoju toruńskim. Pozostając w latach 1466–1772 w granicach Polski, Kurzętnik stał się ważnym ośrodkiem targowym (handel końmi). Administracyjnie przynależał do województwa chełmińskiego.
W roku 1659, w czasie potopu szwedzkiego, miasteczko zostało spalone przez Szwedów, a ludność opuściła miasto. Po pięciu latach (po roku 1664) miasto zaczęło się powoli odbudowywać (nie sprzyjały temu wojny) i ponownie zaludniać. Po I rozbiorze Polski we wrześniu 1772 roku miasto zostało wcielone do Prus. Rozpoczął się okres powolnej germanizacji, przerwany na czas przynależności do polskiego Księstwa Warszawskiego w l. 1807-1815. Ważnym wydarzeniem dla Kurzętnika było utworzenie z dniem 1 października 1858 roku prywatnego Instytutu Przygotowawczego Chłopców do Gimnazjum i Szkół Realnych. W 1868 przeniesiono je do pobliskiego Nowego Miasta. W 1905 roku Kurzętnik utracił prawa miejskie. Po I wojnie światowej traktatem wersalskim z dnia 28 czerwca 1919 roku powiat lubawski wraz z Kurzętnikiem został przyznany Polsce.
Tuż po wybuchu II wojny światowej aresztowano miejscowego proboszcza, a plebanię zamieniono na tymczasowe koszary. Na terenie parafii (Krzemieniewo) mieścił się podobóz niemieckiego obozu koncentracyjnego Stutthof. Odwagą wykazali się mieszkający nieopodal mieszkańcy, którzy uratowali kilku Żydów.

## Zabytki

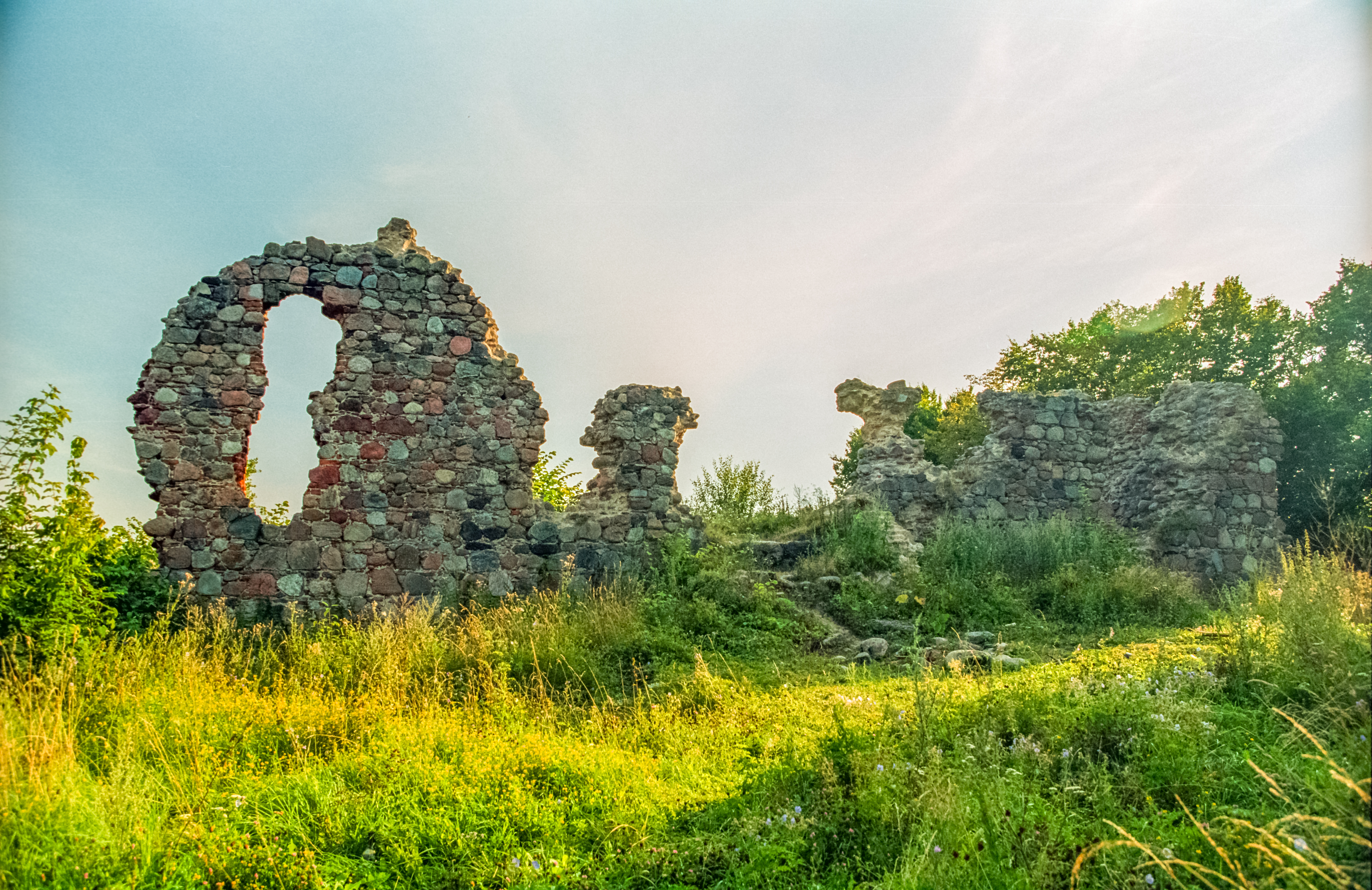
Ruiny zamku kapituły chełmińskiej w Kurzętniku

- Ruiny zamku kapituły chełmińskiej, zbudowanego w XIV wieku
- Założenie urbanistyczne Kurzętnika (między ulicami Zamkową, Kościelna, Okólną i Drwęczną, wraz ze wzgórzem zamkowym oraz domami i kościołem pw. Św. Marii Magdaleny)
- Trzy budynki mieszkalne

## Przemysł
- budowlany (kopalnie kruszywa, Alsybet)
- metalowy (Expom, Lawapol, Prefabet, WZB Polska)

## Komunikacja

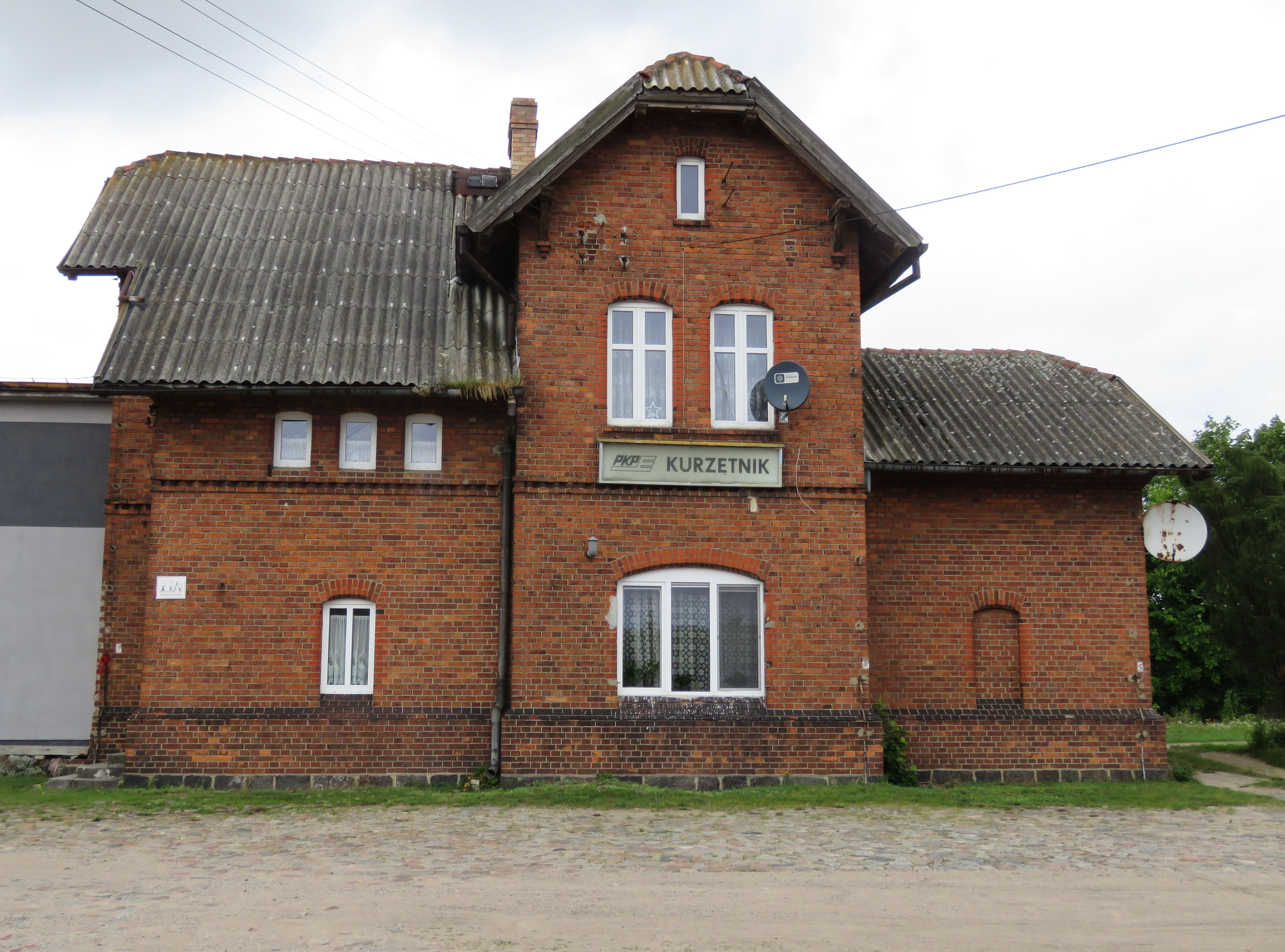
Stacja kolejowa (nieczynna)

Przez Kurzętnik przebiega droga krajowa nr 15 (Olsztyn)-Ostróda-Nowe Miasto Lubawskie-Toruń-Gniezno-Krotoszyn-Trzebnica-(Wrocław),
W Kurzętniku znajduje się nieczynna już stacja kolejowa. Do roku 2000 kursował pociąg na trasie Iława – Tama Brodzka.

## Kultura
W 1992 roku powstało Centrum Kultury, Sportu, Turystyki i Rekreacji (od 2003 roku Gminne Centrum Kultury), przy którym działa zespół „Anibabki”, zespół „Kurczaczki”. Od kilku lat rokrocznie odbywa się Misterium Męki Pańskiej, którego organizatorem wspólnie z Gminnym Centrum Kultury jest Stowarzyszenie Rozwoju Gminy Kurzętnik. W budynku Gminnego Centrum Kultury mieści się Gminna Biblioteka Publiczna. Działa również Młodzieżowa Orkiestra Dęta.

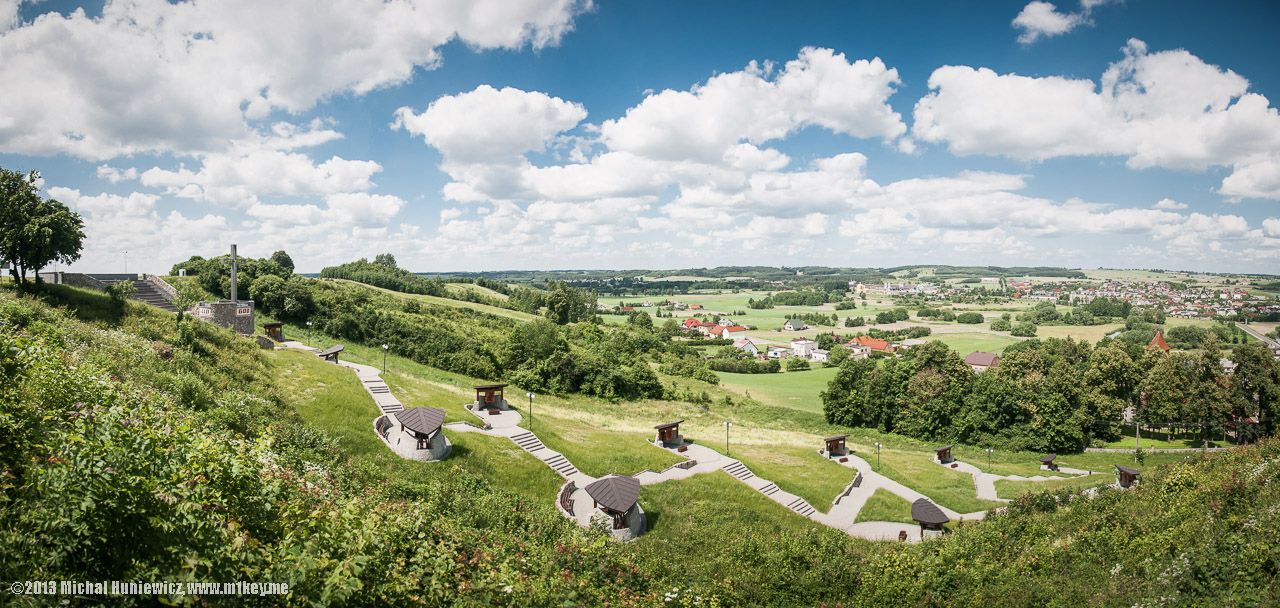
Widok na amfiteatr i drogę krzyżową w Kurzętniku

## Oświata
Starania o utworzenie progimnazjum trwały od lutego 1856 roku. Wiosną 1858 r. rejencja w Kwidzynie wydała zarządzenie o utworzeniu z dniem 1 października 1858 r. drugiej (obok parafialnej), szkoły elementarnej w Kurzętniku. Zezwolenie na utworzenie prywatnego Instytutu Przygotowawczego Chłopców do Gimnazjum i Szkół Realnych (zalążek przyszłego Progimnazjum w Kurzętniku) uzyskał proboszcz kurzętnicki – Antoni Franciszek Hunt. Pierwotnie utworzono jedną klasę z 4-5 uczniami, w której wykładano w języku polskim oraz częściowo niemieckim. Wobec wzrostu liczby uczniów na potrzeby Progimnazjum w Kurzętniku w roku 1861 wybudowano nad Drwęcą okazały, piętrowy budynek szkolny z wieżyczką do obserwacji astronomicznych. Po wybudowaniu nowego budynku liczba uczniów wzrosła dwukrotnie. Szczyt liczby uczniów nastąpił w szóstym roku działalności szkoły (rok szkolny 1864). W ośmiu oddziałach 7 nauczycieli uczyło 146 uczniów, głównie z Pomorza, ale też z Kaszub. Szkoła działała według zasad obowiązujących w gimnazjach królewskich. Wykładano religię, astronomię, muzykę, fizykę, przyrodę, historię, geografię, język polski obowiązkowy, łacinę, grekę, niemiecki, francuski i hebrajski. Szkoła była wielowyznananiowa (uczęszczali tu katolicy, protestanci oraz Żydzi). Napływ uczniów z odległych powiatów oraz udział siedmiu uczniów Progimnazjum w Kurzętniku w powstaniu styczniowym spowodował, że Prusacy, a głównie burmistrz Kurzętnika, zmierzali do upaństwowienia, a następnie zamknięcia szkoły. Jednak z dniem 1 października 1868 roku uzyskano zgodę na przeniesienie Progimnazjum do Nowego Miasta.
Obecnie w Kurzętniku działają następujące szkoły:
- Zespół Szkoły Podstawowej i Przedszkola (ul. Grunwaldzka 37)
- Gimnazjum (ul. Grunwaldzka 37)
- Zespół Szkół Zawodowych (ul. Grunwaldzka 49)

## Turystyka
Na terenie Kurzętnika została otwarta w marcu 2022 Wieża widokowa o wysokości 35 m wraz ze ścieżką edukacyjną o długości 1972 m. Tematyka ścieżki nawiązuje do historii okolicznych terenów między innymi bitwy pod Grunwaldem w 1410 r.
Kurzętnik leży na Drodze św. Jakuba, jednym z najważniejszych chrześcijańskich szlaków pielgrzymkowych na świecie, prowadzącym do Santiago de Compostella w Hiszpanii. Przez Kurzętnik biegnie 18. etap szlaku Camino Polaco, jednego ze szlaków Drogi św. Jakuba w Polsce. 

## Sport
W 1992 roku powstał LZS Zamek Kurzętnik. W 1994 roku zmieniono formę organizacyjną na KS Zamek Kurzętnik. Do roku 2009 zespół piłkarski Zamku czterokrotnie występował w IV lidze warmińsko-mazurskiej (sezony 2004/2005 – 15. miejsce, 2006/2007 – 12. miejsce, 2007/2008 – 12. miejsce, 2008/2009 – 16. miejsce). W sezonie 2009/2010 juniorzy młodsi z Kurzętnika wywalczyli awans do Ligi Wojewódzkiej. W 1997 roku powstała w klubie sekcja trójboju siłowego. W 2000 roku powstałą sekcja kick-boxingu. KS Zamek posiada własny stadion z 750 miejscami siedzącymi oraz zapleczem.
6 stycznia 2016 został oddany do użytku Ośrodek Narciarski Kurza Góra z dwiema oświetlonymi trasami zjazdowymi dla narciarzy o długości 550 m i 770 m, i dwoma wyciągami orczykowymi.

## Religia

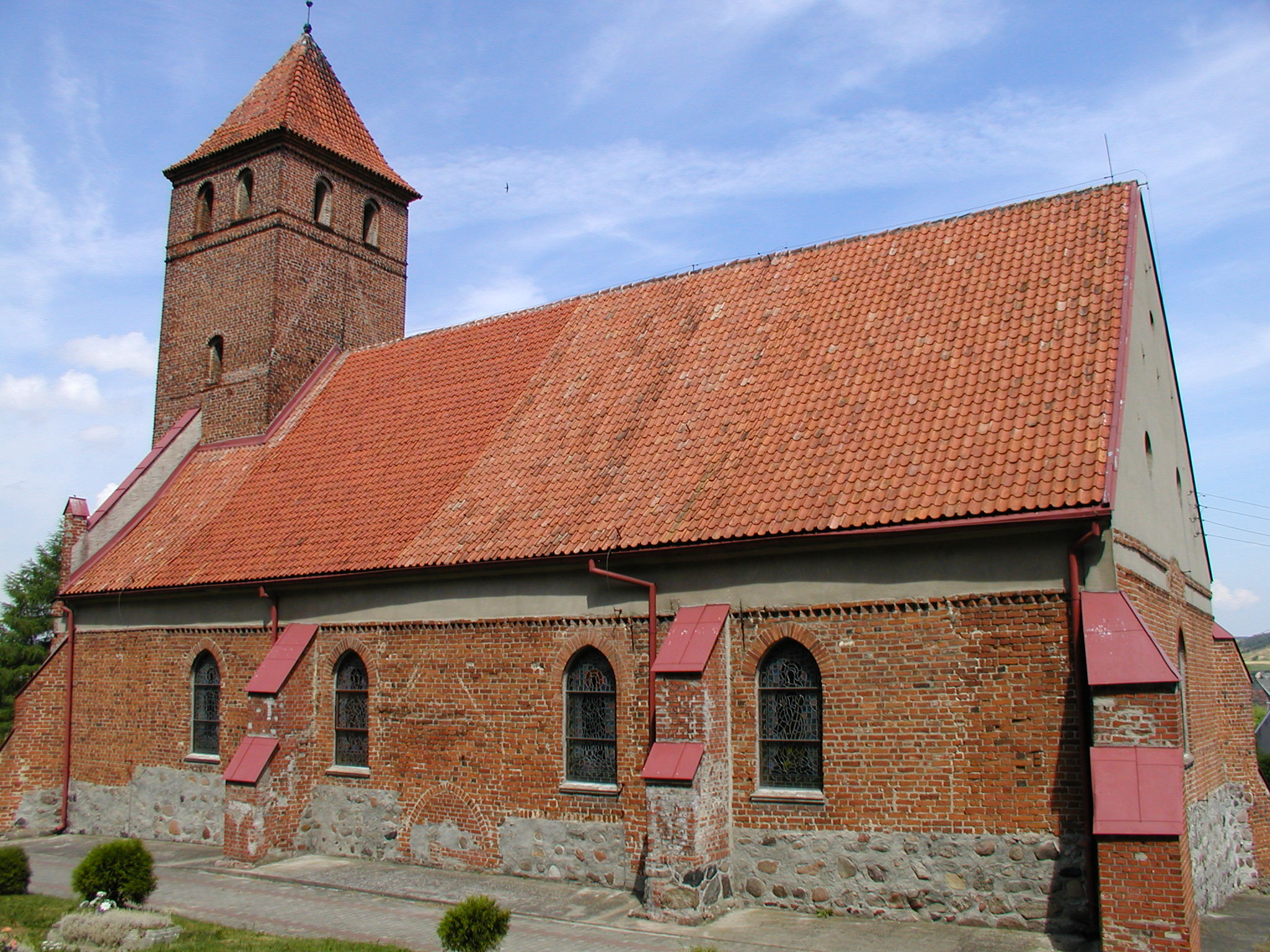
Kościół św. Marii Magdaleny

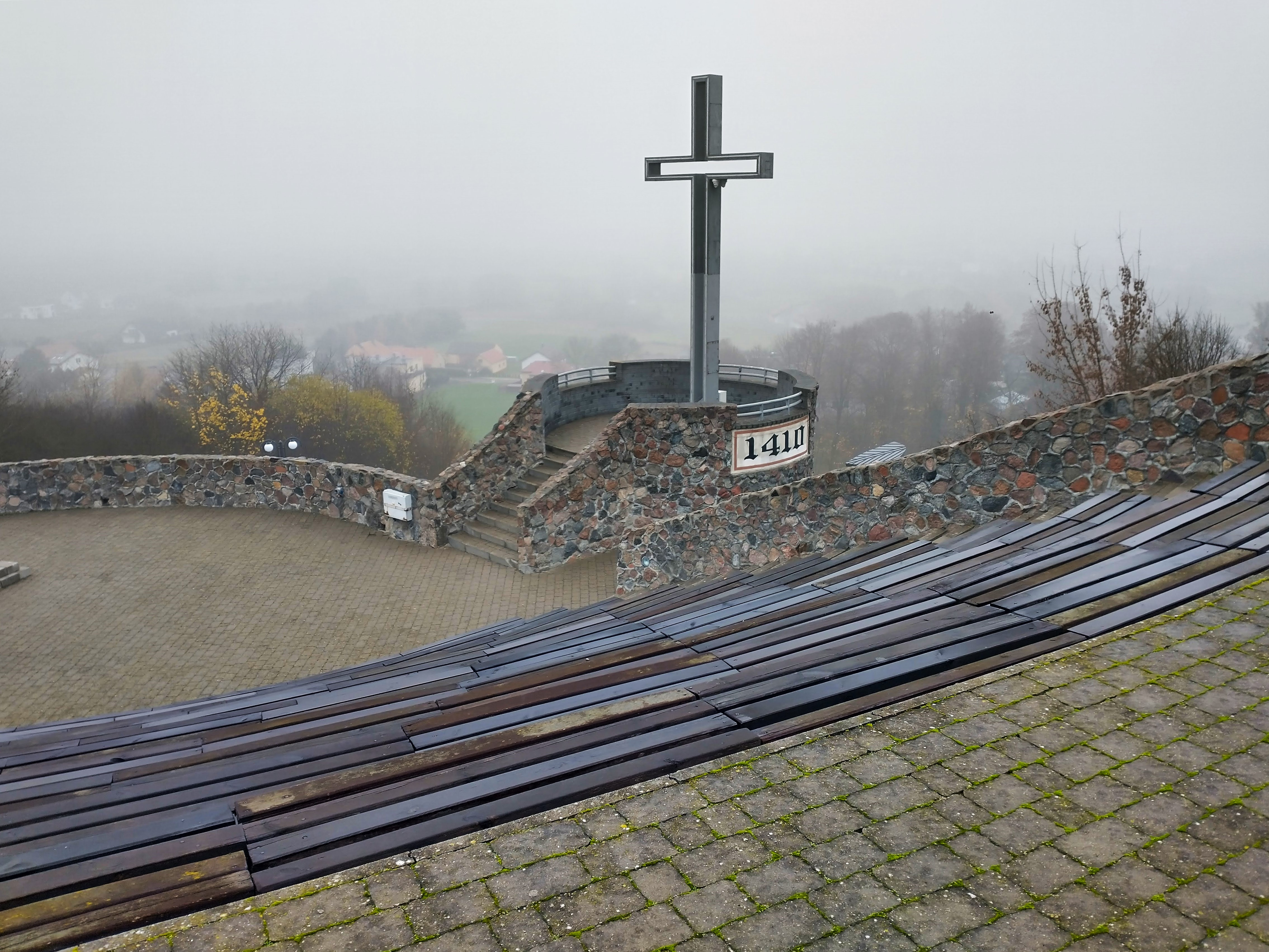
Amfiteatr w Kurzętniku

- Parafia rzymskokatolicka pw. Św. Marii Magdaleny. Kurzętnik jest od 2002 roku siedzibą dekanatu.
- Sala Królestwa Świadków Jehowy[11][12].

## Osoby związane z Kurzętnikiem
- Hieronim Derdowski – pisarz i dziennikarz tworzący w języku kaszubskim, uczeń progimnazjum w Kurzętniku
- Erich Dieckmann (ur. 5 listopada 1896 roku w Kurzętniku), artysta, światowej sławy wzorzysta
- Grzegorz Gwiazdowski – kolarz zawodowy
- Antoni Franciszek Hunt – ksiądz katolicki, założyciel Progimnazjum w Kurzętniku; jego nazwiskiem została nazwana ulica, przy której mieścił się budynek szkoły.
- Julian Wałdowski – polski malarz

## Gminy partnerskie
- Jaszuny (Litwa)